# Rio Gerardo
Il Rio Gerardo è un piccolo torrente della provincia di Torino (Piemonte).

## Corso del torrente
Nasce al Colle del Sabbione a quota di circa 2600 m s.l.m. nel comune di Bussoleno, in Val di Susa (TO) e termina nella Dora Riparia, nel medesimo comune in località Santa Petronilla, gettandosi alla destra idrografica del fiume a 450 metri circa di quota.
Durante tutto il suo corso sono state attuate importanti opere di arginamento, anche nella sua parte alta.
Attraversa le frazioni di Giordani e Combe nel comune di Mattie e di Fornelli e Santa Petronilla in quello di Bussoleno, dove è oggetto di numerose prese d'acqua per irrigare prati e campi.